# Marek Wójcicki (brydżysta)
Marek Wójcicki (ur. 10 kwietnia 1957) – polski brydżysta, dziennikarz i publicysta brydżowy, World Master (WBF), European Champion w kategorii juniorów (EBL), Arcymistrz Międzynarodowy (PZBS), sędzia okręgowy, trener klasy mistrzowskiej, zawodnik KS Silesia Gliwice, odznaczony złotą odznaką PZBS (2006), srebrnym medalem „Za wybitne osiągnięcia sportowe” 1983, tytułem „Mistrz Sportu”. Redaktor naczelny miesięcznika BRYDŻ, od 1/2025 wydawanego online pod adresem www.bridge.com.pl.

## Działalność organizacyjna
Marek Wójcicki pełnił szereg funkcji w Europejskiej Lidze Brydżowej:
- W latach 2007–2010 był członkiem Komitetu Nauki i Młodzieży EBL;
- W latach 2011–2013 był członkiem Komitetu Rozwoju i Promocji EBL;
- W latach 2014–2018 był członkiem Komitetu Systemów EBL;
- W latach 2014–2018 był członkiem Komitetu Nauczania EBL;
- Od roku 2014 jest członkiem Komitetu Nauczania WBF.

W zarządzie PZBS był przewodniczącym Kapitanatu (2012-2016) oraz przewodniczącym Komisji Szkoleniowej (od roku 2012).
Pełnił funkcję coacha (trenera) reprezentacji Polski:
- w roku 2010 na 50. Mistrzostwach Europy Teamów w Ostendzie, gdzie drużyna zajęła 2 miejsce;
- w roku 2012 na 51. Mistrzostwach Europy Teamów w Dublinie, gdzie drużyna zajęła 5 miejsce;
- w roku 2012 na 2. Olimpiadzie Sportów Umysłowych w Lille, gdzie drużyna zajęła 2 miejsce;
- w roku 2013 na 41. Drużynowych Mistrzostwach Świata w Nusa Dua, gdzie drużyna zajęła 3 miejsce;
- w roku 2014 na 52. Drużynowych Mistrzostwach Europy w Abacji, gdzie drużyna zajęła 4 miejsce;
- w roku 2014 na 15. Drużynowych Mistrzostwach Świata Młodzieży w Stambule, gdzie drużyna młodzieży szkolnej zajęła 5 miejsce.
- w roku 2019 na 44. Drużynowych Mistrzostwach Świata w Wuhan, gdzie drużyna zajęła 1 miejsce.

Od 2024 roku pełni funkcję coacha reprezentacji Łotwy.
Marek Wójcicki był członkiem Komisji Odwoławczej na 48 Mistrzostwach Europy Teamów w Warszawie w roku 2006.

## Działalność edytorska
Marek Wójcicki jest autorem lub współautorem książek:
- Marek Wójcicki: Licytacja dwustronna. 1993, s. 216.
- Marek Wójcicki: Brydż dla wszystkich. 1999, s. 99. ISBN 83-85729-11-9.
- Marek Wójcicki: Wspólny Język w XXI wieku, 2013, s. 233. ISBN 978-83-938578-9-7.
- Marek Wójcicki: SAYC po polsku, 2018, s. 112, ISBN 978-83-944316-0-0.
- Krzysztof Martens, Marek Wójcicki: Licytacja dwustronna w XXI wieku. Zmagania Tytanów. Przemyśl: M.Wójcicki, 2014, s. 180. ISBN 978-83-938578-1-4.
- Krzysztof Martens, Marek Wójcicki: Licytacja dwustronna w XXI wieku. Decyzje i taktyka. Przemyśl: M.Wójcicki, 2015, s. 170. ISBN 978-83-938578-6-9.
- Jerzy Pomianowski, Marek Wójcicki: Elementarz brydża. Samouczek. 2014. Brak numerów stron w książce ISBN 978-83-938578-3-8.
- Jerzy Pomianowski, Marek Wójcicki: Gram w brydża lepiej. Elementarz brydża. Tom II. 2015. ISBN 978-83-938578-5-2.
- Współautor wydania: Bogumił Seifert: Encyklopedia Brydża. Warszawa: PWN, 1996, s. 599. ISBN 83-01-12211-0, ISBN 978-83-01-12211-9.

Marek Wójcicki jest wydawcą i redaktorem naczelnym miesięcznika „Brydż” (od stycznia 2017), obecnie wydawanego w Internecie pod adresem www.bridge.com.pl i współpracownikiem „Świata Brydża”. Jest autorem licznych artykułów w „Brydżu” i „Świecie Brydża”.
Na 48 Mistrzostwach Europy Teamów w Warszawie w roku 2006, podczas World Bridge Games we Wrocławiu 2016 oraz Mistrzostw Świata Bermuda Bowl w Lyonie 2017 pełnił funkcje edytora biuletynu oraz komentatora VuGraphu. W czasie 6 Pucharu Europy we Wrocławiu był współedytorem Biuletynu.
Jest członkiem władz Międzynarodowego Stowarzyszenia Dziennikarzy Brydżowych (IBPA) oraz laureatem nagród IBPA w latach 2006 oraz 2023.

## Wyniki brydżowe

### Zawody krajowe
W rozgrywkach krajowych zdobywał następujące lokaty:
| Drużynowe mistrzostwa Polski | Drużynowe mistrzostwa Polski | Drużynowe mistrzostwa Polski |
| Sezon                        | Drużyna                      | Pozycja                      |
| ---------------------------- | ---------------------------- | ---------------------------- |
| 2019/20                      | Silesia Gliwice              | 2                            |
| 2012/13                      | Unia Winkhaus Leszno         | 3                            |
| 2011/12                      | Unia Winkhaus Leszno         | 3                            |
| 2010/11                      | Unia Winkhaus Leszno         | 2                            |
| 2010                         | Unia Winkhaus Leszno         | 3                            |
| 2009                         | Unia Winkhaus Leszno         | 3                            |
| 2004                         | Unia Winkhaus Leszno         | 2                            |
| 2002/03                      | Unia Winkhaus Leszno         | 1                            |
| 2002                         | Unia Winkhaus Leszno         | 2                            |
| 1999                         | Unia Winkhaus Leszno         | 1                            |
| 1998                         | Unia Winkhaus Leszno         | 1                            |

| Mistrzostwa Polski teamów | Mistrzostwa Polski teamów | Mistrzostwa Polski teamów | Mistrzostwa Polski teamów |
| Rok                       | Typ                       | Kategoria                 | Pozycja                   |
| ------------------------- | ------------------------- | ------------------------- | ------------------------- |
| 2008                      | Finał GP                  | Open                      | 1                         |
| 2004                      | IMP                       | Open                      | 1                         |
| 2002                      | Patton                    | Open                      | 1                         |
| 2001                      | IMP                       | Open                      | 1                         |

| Mistrzostwa Polski par | Mistrzostwa Polski par | Mistrzostwa Polski par | Mistrzostwa Polski par |
| Rok                    | Kategoria              | Partner                | Pozycja                |
| ---------------------- | ---------------------- | ---------------------- | ---------------------- |
| 2010                   | Open                   | Bogusław Pazur         | 3                      |
| 1984                   | Open                   | Michał Kwiecień        | 3                      |

### Olimpiady
W Olimpiadach uzyskał następujące rezultaty:
| Olimpiady brydżowe | Olimpiady brydżowe | Olimpiady brydżowe                   | Olimpiady brydżowe | Olimpiady brydżowe | Olimpiady brydżowe |
| Rok                | Miejsce            | Zawody                               | Kategoria          | Drużyna            | Pozycja            |
| ------------------ | ------------------ | ------------------------------------ | ------------------ | ------------------ | ------------------ |
| 2002               | Salt Lake City     | 4. Mistrzostwa o Wielką Nagrodę MKOL | Open               | Poland             | 2                  |

### Zawody światowe
W światowych zawodach zdobył następujące lokaty:
| Mistrzostwa Świata. Konkurencja teamów | Mistrzostwa Świata. Konkurencja teamów | Mistrzostwa Świata. Konkurencja teamów | Mistrzostwa Świata. Konkurencja teamów | Mistrzostwa Świata. Konkurencja teamów | Mistrzostwa Świata. Konkurencja teamów |
| Rok                                    | Miejsce                                | Zawody                                 | Kategoria                              | Drużyna                                | Pozycja                                |
| -------------------------------------- | -------------------------------------- | -------------------------------------- | -------------------------------------- | -------------------------------------- | -------------------------------------- |
| 2010                                   | Filadelfia                             | 13. Seria Mistrzostw Świata            | Open                                   | Budimex Poland                         | 33                                     |
| 2001                                   | Paryż                                  | 35. Mistrzostwa Świata Teamów          | Trans                                  | Wójcicki                               | 17                                     |
| 2000                                   | Southampton                            | 34. Mistrzostwa Świata Teamów          | Trans                                  | Jagniewski                             | 17                                     |
| 1998                                   | Lille                                  | 10. Mistrzostwa Świata                 | Open                                   | Poletyło                               | 17                                     |

| Mistrzostwa Świata. Konkurencja par | Mistrzostwa Świata. Konkurencja par | Mistrzostwa Świata. Konkurencja par | Mistrzostwa Świata. Konkurencja par | Mistrzostwa Świata. Konkurencja par | Mistrzostwa Świata. Konkurencja par |
| Rok                                 | Miejsce                             | Zawody                              | Kategoria                           | Partner                             | Pozycja                             |
| ----------------------------------- | ----------------------------------- | ----------------------------------- | ----------------------------------- | ----------------------------------- | ----------------------------------- |
| 2010                                | Filadelfia                          | 13. Mistrzostwa Świata              | Open                                | Bogusław Pazur                      | 108                                 |

### Zawody europejskie
W europejskich zawodach zdobył następujące lokaty:
| Zawody europejskie. Konkurencja teamów | Zawody europejskie. Konkurencja teamów | Zawody europejskie. Konkurencja teamów   | Zawody europejskie. Konkurencja teamów | Zawody europejskie. Konkurencja teamów | Zawody europejskie. Konkurencja teamów |
| Rok                                    | Miejsce                                | Zawody                                   | Kategoria                              | Drużyna                                | Pozycja                                |
| -------------------------------------- | -------------------------------------- | ---------------------------------------- | -------------------------------------- | -------------------------------------- | -------------------------------------- |
| 2003                                   | Rzym                                   | 2. Puchar Europy                         | Open                                   | Unia Winkhaus Leszno                   | 7                                      |
| 2003                                   | Mentona                                | 1. Otwarte Mistrzostwa Europy            | Open                                   | Poletyło                               | 48                                     |
| 1983                                   | Wiesbaden                              | 36. Mistrzostwa Europy Teamów            | Open                                   | Poland                                 | 10                                     |
| 1982                                   | Salsomaggiore                          | 8. Młodzieżowe Mistrzostwa Europy Teamów | Juniorzy                               | Poland                                 | 1                                      |
| 1978                                   | Stirling                               | 6. Młodzieżowe Mistrzostwa Europy Teamów | Juniorzy                               | Poland                                 | 5                                      |

| Zawody europejskie. Konkurencja par | Zawody europejskie. Konkurencja par | Zawody europejskie. Konkurencja par | Zawody europejskie. Konkurencja par | Zawody europejskie. Konkurencja par | Zawody europejskie. Konkurencja par |
| Rok                                 | Miejsce                             | Zawody                              | Kategoria                           | Partner                             | Pozycja                             |
| ----------------------------------- | ----------------------------------- | ----------------------------------- | ----------------------------------- | ----------------------------------- | ----------------------------------- |
| 2003                                | Mentona                             | 1. Otwarte Mistrzostwa Europy       | Open                                | Jacek Poletyło                      | 29                                  |
| 1999                                | Warszawa                            | 10. Mistrzostwa Europy Par          | Open                                | Jacek Poletyło                      | 220                                 |
| 1997                                | Haga                                | 9. Mistrzostwa Europy Par           | Open                                | Jacek Poletyło                      | 78                                  |
| 1989                                | Salsomaggiore                       | 5. Mistrzostwa Europy Par           | Open                                | Michał Kwiecień                     | 58                                  |